# Leonhard von Blumenthal
Leonhard hrabě von Blumenthal (30. červenec 1810 Schwedt – 22. prosinec 1900 Quellendorf) byl pruský polní maršál.

## Život
Narodil se do rodiny kapitána Ludwiga Albrechta von Blumenthala (1774–1813) a jeho manželky Frederiky von Below (1784–1853). Byl prostředním ze tří synů. Ve třech letech přišel o otce, který padl v napoleonských válkách. 
Nejprve působil v kadetských jednotkách. Mezi léty 1830-1833 navštěvoval Válečnou školu v Berlíně. Poté byl v letech 1837-1845 pobočníkem koblenského batalionu a v roce 1844 byl jmenován nadporučíkem. Od roku 1846 byl pak náčelníkem Topografické kanceláře. V následujících letech se přihlásil k základnímu studiu technických zbraní v trvání tří měsíců.
V březnu revolučního roku 1848 se Blumenthal podílel jako příslušník obranného regimentu na pouličních bojích uprostřed Berlína. Krátce nato byl převelen k Velkému generálnímu štábu a 1. ledna 1849 byl dosazen na místo kapitána generálního štábu armády. Ve štábu generála Bonina se podílel na šlesvicko-holštýnském polním tažení v prusko-dánské válce (1848-1851). V květnu téhož roku byl jmenován velitelem generálního štábu.
V roce 1858 byl přidělen jako osobní pobočník princi Fridrichu Karlovi (1828-1885) a současně byl po tři roky činný jako velitel 71. pěšího regimentu. Jako velitel armádních jednotek začal mobilizovat 15. prosince 1863 k útoku na Dánsko. V tomto směru byl iniciátorem přechodu německých (pruských) vojsk na ostrov Alsen, na jihu Dánska.
V červenci 1864 byl jmenován generálmajorem a v lednu příštího roku převzal velení 7. pěchotní brigády, v dubnu pak 30. pěchotní brigády.
Po vypuknutí prusko-rakouské války působil Blumenthal jako šéf generálního štábu přímo pod princem Fridrichem Karlem. V této pozici se vyznamenal, zejména během bitvy u Hradce Králové, tak i během operací a vojenských pochodů mezi Vídní a Olomoucí. V říjnu 1866 obdržel velení 14. divize v Düsseldorfu a hodnost generálporučíka. V roce 1871 se stal čestným občanem Düsseldorfu.
Ve prusko-francouzské válce byl Blumenthal opět náčelníkem generálního štábu. Po uzavření míru byl Blumenthal odměněn "trafikou" a jmenován vrchním velitelem IV. pruské armády, 22. března 1873 rovněž generálem pěchoty.
Blumenthal sehrál velkou roli při německých vojenských operacích za hranicemi, například ve Španělsku. Ke konci života, v letech 1892-1898 působil jako vrchní armádní inspektor.
Od roku 1839 byl ženatý s Delicií von Vyner (1813–1890). Z manželství vzešlo šest dětí.
Zemřel na svém panství v Quellendorfu 22. prosince 1900.